# Álvaro Arzú
Álvaro Enrique Arzú Irigoyen (Città del Guatemala, 14 marzo 1946 – Città del Guatemala, 27 aprile 2018) è stato un politico guatemalteco.
È stato il presidente del Guatemala dal 1996 al 2000.
Inoltre è stato eletto sindaco di Città del Guatemala in cinque occasioni: nel 1982, anno in cui il suo insediamento fu impedimento dall'occupazione dovuta al colpo di Stato; nel 1986, anno in cui si insediò ufficialmente concludendo il suo mandato fino al 1990, nel 2004; nel 2007 e nel 2011, venendo così rieletto per tre mandati consecutivi.